# Robert Koren
Robert Koren (* 20. září 1980, Radlje ob Dravi, SFR Jugoslávie) je slovinský fotbalový záložník a bývalý reprezentant, který působí v klubu Melbourne City FC.

## Klubová kariéra
- NK Dravograd 1996–2001
- NK Celje 2001–2004
- Lillestrøm SK 2004–2007
- West Bromwich Albion FC 2007–2010
- Hull City AFC 2010–2014
- Melbourne City FC 2014–

## Reprezentační kariéra
Robert Koren působil ve slovinské mládežnické reprezentaci U21.
V A-mužstvu Slovinska debutoval 2. 4. 2003 v kvalifikačním zápase v Lublani proti týmu Kypru (výhra 4:1). Celkem odehrál v letech 2003–2011 za slovinský národní tým 61 zápasů a vstřelil 5 branek.
Zúčastnil se Mistrovství světa 2010 v Jihoafrické republice, kde Slovinci obsadili se čtyřmi body nepostupovou třetí příčku základní skupiny C. Koren nastoupil ve všech třech zápasech skupiny (postupně proti Alžírsku, USA a Anglii). V utkání proti Alžírsku vsítil vítězný gól na konečných 1:0. Na šampionátu byl kapitánem týmu.

### Reprezentační góly
| Gól | Datum              | Místo                                                  | Soupeř              | Skóre | Výsledek | Soutěž                                            |
| --- | ------------------ | ------------------------------------------------------ | ------------------- | ----- | -------- | ------------------------------------------------- |
| 1.  | 7. října 2006      | Arena Petrol, Celje, Slovinsko                         | Lucembursko         | 2–0   | 2–0      | Kvalifikace na Mistrovství Evropy ve fotbale 2008 |
| 2.  | 19. listopadu 2008 | Ljudski vrt, Maribor, Slovinsko                        | Bosna a Hercegovina | 1–2   | 3–4      | Přátelský zápas                                   |
| 3.  | 12. srpna 2009     | Ljudski vrt, Maribor, Slovinsko                        | San Marino          | 1–0   | 5–0      | Kvalifikace na Mistrovství světa ve fotbale 2010  |
| 4.  | 12. srpna 2009     | Ljudski vrt, Maribor, Slovinsko                        | San Marino          | 4–0   | 5–0      | Kvalifikace na Mistrovství světa ve fotbale 2010  |
| 5.  | 13. června 2010    | Peter Mokaba Stadium, Polokwane, Jihoafrická republika | Alžírsko            | 1–0   | 1–0      | Mistrovství světa ve fotbale 2010                 |